# Chiara Ottaviano
Chiara Ottaviano (Ragusa, 1955) es una historiadora, escritora y directora de cine italiana. 

## Biografía
Después de obtener un título en filosofía en la Universidad de Catania, gracias a las becas de la Fundación Einaudi de Turín, ha realizado investigaciones sobre historia social y cultural en Italia, Inglaterra y Sudáfrica. 
Enseñó desde 1994 en la Universidad de Turín y luego Historia y sociología de la comunicación de masas, de 1996 a 2012, en el Politécnico de Turín.
Con Peppino Ortoleva fundó Cliomedia Officina, una empresa que opera en la industria cultural para combinar la investigación histórica en los viejos y nuevos medios y dirigirla desde 1985. Además de varios antecedentes audiovisuales, Cliomedia produjo el documental cinematográfico Terramatta, una historia sobre el escritor analfabeto Vincenzo Rabito, presentado en el 69.º Festival Internacional de Cine de Venecia y ganador del Nastro d'Argento al mejor documental de 2013.
Desde 2000, dirigió los Archivos Históricos de Telecom Italia.
En 2013 fundó el Archivio degli Iblei, siguiendo las líneas de Archivio Diaristico Nazionale, y este último asociado para permitir la digitalización de diarios para ponerlos a disposición de académicos, historiadores y antropólogos. 
Ha escrito numerosos ensayos sobre historia, curatoriales y prefacios a otros historiadores.
En Ravena, en junio de 2017, fue elegida para el Consejo de Gobierno de la Asociación Italiana de Historia Pública (AIPH) con motivo del primer congreso. Por la misma asociación había participado en el Comité de Promoción y el Comité Constituyente por recomendación del Consejo Central de Estudios Históricos y IFPH-Federación Internacional de Historia Pública.

## Ensayos
- (en italiano) Chiara Ottaviano e Peppino Ortoleva, Cronologia della Storia d'Italia 1815–1990, Novara, DeAgostini, 1991, (new edition I giorni della storia d'Italia dal Risorgimento ad oggi, 1995)
- (en italiano) C. Ottaviano e S. Scaramuzzi, Le famiglie e l'adozione dell'innovazione delle nuove tecnologie della comunicazione. I modelli di consumo e la tradizione degli studi, Venezia, 1997
- (en italiano) Chiara Ottaviano, Mezzi per comunicare. Storia, società e affari dal telegrafo al modem, Torino, Paravia, 1997
- (en italiano) Chiara Ottaviano (a cura di), Nuova Storia Universale. I racconti della storia, Torino, Garzanti, 2004–2005 (vol. VI-IX)
- (en italiano) Chiara Ottaviano e G. Dematteis, L'Italia una e diversa, Milano, Touring Editore, 2010

## Audiovisual
- (en italiano) Terramatta, documental, Cliomedia Officina for Cinecittà Luce, 2012
- (en italiano) La vita quotidiana degli italiani durante il fascismo, Gruner+Jahr/Mondadori, 3 vol. 2005/2007
- (en italiano) Il Mezzogiorno e la storia d'Italia, Formez, 1992
- (en italiano) Tute blu. Il Novecento operaio a Torino, Rai3, 1987
- (en italiano) Torino laboratorio? A proposito degli ottant'anni dell'Unione Industriale, Rai3, 1986
- (en italiano) Sapere la strada. Storia dell'emigrazione biellese, Rai3, 1986
- (en italiano) Le trasformazioni del paesaggio italiano dal 1945 ad oggi, Loescher, 1996